# Мусаев, Исмаил Мусаевич
Исмаил Мусаевич Мусаев (25 июня 1988) — российский тхэквондист, призёр чемпионата России, призёр Универсиады, участник чемпионата мира и Европы. Мастер спорта России.

## Спортивная карьера
Является воспитанником ГЦБИ при министерстве спорта Республики Дагестан, тренировался под руководством М. А. Абдуллаева и Р. А. Абдуллаева. Представлял Буйнакск. В июне 2004 года на  5-м чемпионате мира среди юниоров в Сунчхоне (Южная Корея) завоевал бронзовую медаль. В августе 2007 года в Бангкоке в финале Универсиады уступил иранцу Юсефу Карами. В апреле 2008 года участвовал на чемпионате Европы в Риме. В сентябре 2008 года в Ульяновске стал серебряным призёром чемпионата России, уступив в финале Авету Османову. В октябре 2009 года принимал участие на чемпионате мира в Копенгагене. 

## Достижения
- Чемпионат мира среди по тхэквондо среди юниоров 2004 — ;
- Летняя Универсиада 2007 — ;
- Чемпионат России по тхэквондо 2008 — ;